# Девненско съкровище
Девненското монетно съкровище е намерено случайно през ноември 1929 г. в околностите на Девня, на територията на античния град Марцианопол.
Състояло се е от около 100 000 сребърни римски монети (около 350 кг) от времето на Марк Антоний (32 – 1 г. пр.н.е.), до управлението на император Херений Етруск. Съкровището, за което се предполага, че е представлявало градската хазна, е било укрито при разграбването и опожаряването на Марцианопол от готите и карпите.
Днес в музеите в София и Варна се съхраняват общо 88 041 от тези монети като останалата част от находката е разпръсната из личните колекции на тези, които са я намерили. По-голямата част от съкровището (68 783 монети) e във фонда на Археологическия музей в София, а другата (12 261 монети) във Варненския археологически музей. Сред тях има редки образци като 13 денари от времето на Нерон, 8 от Галба, 7 от Отон, 22 от Вителий, 24 от Луций Елий, 21 от Клодий Албин, 51 от Макрин, 18 от Диадумениан, както и значителен брой монети от управлението на множество римски императрици.